# ノット・フェイド・アウェイ
「ノット・フェイド・アウェイ」(英語: Not Fade Away)は、バディ・ホリー（発表当初は、ホリーのファースト・ネームとミドル・ネームから「チャールズ・ハーディン(Charles Hardin)」とされていた）と、ノーマン・ペティが作者としてクレジットされ（ただし、ペティのクレジットは形式的なものと考えられている）、ホリーと彼のバンド、ザ・クリケッツが最初に吹き込んだ楽曲。

## オリジナル
ホリーとザ・クリケッツは、この曲を1957年5月27日に ニューメキシコ州クローヴィスで吹き込んだが、これは「エヴリデイ」と同日の収録であった。「ノット・フェイド・アウェイ」のリズム・パターンは、ボ・ディドリーの伝説的なボ・ディドリー・ビート（「ジャングル・ビート」とも称される）から派生したもので、小節の3つめのビートではなく2つめのビートに強勢が置かれているが、これは「ハムボーン (hambone)」と称されるジュバ・ダンスのリズム、つまり、西アフリカ起源の身体を叩きながら踊るジュバを元にしたものである。ザ・クリケッツのドラマーであるジェリー・アリソンは、ボール箱を叩いてビートを出している。アリソンはホリーの親友でもあり、歌詞の一部を書くこともあったが、作者としてのクレジットにはいっさい名を出さなかった。ジョー・モールディンは、この録音でダブルベースを弾いている。バッキング・ボーカルは、ホリー、アリソン、ニキ・サリヴァンと思われるが、確かなことは分からない。
「ノット・フェイド・アウェイ」は、まずヒットしたシングル「オー・ボーイ」のB面曲として発表され、次いで1958年のアルバム『ザ・チャーピング・クリケッツ』に収録された。
2004年に発表された。『ローリング・ストーン』誌の「ローリング・ストーンの選ぶオールタイム・グレイテスト・ソング500」では、この曲は107位にランクされた。2010年の改訂版では108位となった。
ザ・クリケッツによるこの曲は、シングルとしてチャート入りすることはなかった。

## ローリング・ストーンズのバージョン
1964年、ローリング・ストーンズが、「ノット・フェイド・アウェイ」を強烈なボ・ディドリー・ビートで吹き込み、イギリスでは大ヒットとなった。アメリカ合衆国では、最初のシングルのA面としてこの曲がリリースされた。
ローリング・ストーンズの「ノット・フェイド・アウェイ」は、彼らにとって最初期のヒット曲のひとつとなった。1964年1月に録音されたこの曲は、「リトル・バイ・リトル」をB面にして、1964年2月21日にデッカ・レコードからリリースされ、彼らにとって最初のトップ10ヒットとなり、イギリスのチャートでは3位まで上昇した。1964年3月、この曲は、アメリカ合衆国でリリースされるローリング・ストーンズの最初のシングルとなり、「彼氏になりたい」をB面にロンドンレコードからリリースされた。実際には、その直前に「彼氏になりたい」をA面、「ストーンド」をB面とするシングルが出されたが、発売直後に回収されていた。シングル「ノット・フェイド・アウェイ」は、アメリカ合衆国の『ビルボード』誌のチャート Billboard Hot 100 で、48位まで上昇した。『キャッシュボックス』誌のポップ・シングル・チャートでは最高44位となり、オーストラリアのケント・ミュージック・レポートでは最高33位となった。「ノット・フェイド・アウェイ」は、ローリング・ストーンズのイギリスにおけるデビュー・アルバム『ザ・ローリング・ストーンズ』には収録されなかったが、ひと月後に『イングランズ・ニューエスト・ヒットメーカーズ』というアルバム名でリリースされたアメリカ合衆国盤では、アルバムの冒頭に収録された。初期のローリング・ストーンズのコンサートでは、重要な曲のひとつとなっており、通常はショーのオープニングで演奏された。1994年から1995年にかけてのヴードゥー・ラウンジ・ツアーでは、再びオープニングの曲として用いられた。
| チャート（1964年）   | 最高位 |
| -------------------- | ------ |
| アイルランド (IRMA)  | 5      |
| UK シングルス (OCC)  | 3      |
| US Billboard Hot 100 | 48     |

## シェリル・クロウのバージョン
シェリル・クロウは、2007年にこの曲を、レブロンのヘアカラーリング剤「Revlon Colorist」の宣伝キャンペーンと連動したチャリティー・シングルとして、この曲を取り上げた。このシングルはiTunesで供給され、19,000件以上のダウンロードを達成し、このキャンペーンをサポートする6週間におよぶ全米ツアーも実施された。
| チャート（2007年）               | 最高位 |
| -------------------------------- | ------ |
| 全米 Billboard Hot 100           | 78     |
| 全米 Billboard Hot Digital Songs | 63     |
| 全米 Billboard Pop 100           | 63     |

## その他のおもなカバー
- グレイトフル・デッドは、この曲を録音し、またコンサートで532回この曲を演奏しており、彼らにとってコンサートで演奏した回数が7番目に多い曲となっている[15]。この曲は、それぞれ異なる形で、アルバム『ザ・グレイトフル・デッド（英語版）』（通称「Skull and Roses」）（1971年）と『レア・カッツ&オディティーズ1966（英語版）』（2005年）に収録されている。「ノット・フェイド・アウェイ」は、「Fare Thee Well: Celebrating 50 Years of the Grateful Dead」の最後の晩の第2部の最後（アンコールの直前）に演奏された曲であり、ファンたちのバンドへの愛とバンドのファンたちへの愛が「色褪せることはない (will not fade away)」ことを象徴していた[16][17]。
- ビートルズは、1969年1月にロンドンで行われたゲット・バック・セッション（一部が『レット・イット・ビー』となった）の中で、この曲を演奏しており、ジョン・レノンとジョージ・ハリスンがボーカルをとった[18]。
- スティーヴ・ヒレッジは、1977年のアルバム『Motivation Radio』で、この曲をカバーした[19]。
- スプリームスは、1964年にこの曲を録音したが、2008年に至るまでリリースされなかった[20]。